# Shiho Kaneda
Shiho Kaneda (金田 志保, Kaneda Shiho, 11 maart 1965) is een voormalig Japans voetbalster.

## Carrière
Kaneda maakte op 7 juni 1981 haar debuut in het Japans vrouwenvoetbalelftal tijdens een wedstrijd om het Aziatisch kampioenschap 1981 tegen het Chinees Taipei. Ze heeft 4 interlands gespeeld voor het Japanse vrouwenelftal.

## Statistieken
| Japans vrouwenvoetbalelftal | Japans vrouwenvoetbalelftal | Japans vrouwenvoetbalelftal |
| Jaar                        | Wed.                        | Dlp.                        |
| --------------------------- | --------------------------- | --------------------------- |
| 1981                        | 4                           | 0                           |
| Totaal                      | 4                           | 0                           |